# Nicolas de Staël
Pour les articles homonymes, voir Staël.
Nicolas de Staël (prononcé [stal]), baron Nikolaï Vladimirovitch Staël von Holstein (en russe : Николай Владимирович Шталь фон Гольштейн), né le 23 décembre 1913 (5 janvier 1914 dans le calendrier grégorien) à Saint-Pétersbourg et mort le 16 mars 1955 à Antibes, est un peintre français originaire de Russie, issu d'une branche cadette de la famille Staël von Holstein.
La carrière de Nicolas de Staël s'étend sur quinze ans, de 1940 à sa mort. Artiste prolifique, il peint durant ces années plus d'un millier de toiles aux influences diverses — Cézanne, Matisse, Van Gogh, Braque, Soutine et les fauves, mais aussi les maîtres néerlandais Rembrandt, Vermeer et Seghers.
Sa peinture est en constante évolution. Des couleurs sombres de ses débuts (Porte sans porte, 1946 ou Ressentiment, 1947), elle aboutit à l'exaltation de la couleur comme dans le Grand Nu orange (1953). Ses toiles se caractérisent par d'épaisses couches de peinture superposées et un important jeu de matières, passant des empâtements au couteau (Compositions, 1945-1949) à une peinture plus fluide (Agrigente, 1954, Chemin de fer au bord de la mer, soleil couchant, 1955).
Refusant les étiquettes et les courants, tout comme Georges Braque qu'il admire, il travaille avec acharnement, détruisant autant d’œuvres qu'il en réalise. « Dans sa frénésie de peindre il côtoie sans cesse l'abîme, trouvant des accords que nul autre avant lui n'avait osé tenter. Peinture tendue, nerveuse, toujours sur le fil du rasoir, à l'image des dernières toiles de Vincent van Gogh qu'il rejoint dans le suicide. »
Nicolas de Staël meurt à 41 ans en se jetant de la terrasse de la maison où il avait son atelier à Antibes. Cette maison est classée monument historique en mars 2014 après une rénovation effectuée par Roman Rotges. Il est enterré au cimetière de Montrouge.
Par son style évolutif, qu'il a lui-même qualifié d'« évolution continue », il reste une énigme pour les historiens d'art qui le classent aussi bien dans la catégorie de l'École de Paris selon Lydia Harambourg, que dans les abstraits ayant inspiré les jeunes peintres à partir des années 1970, selon Marcelin Pleynet et Michel Ragon, ou encore dans la catégorie de l'art informel selon Jean-Luc Daval. De Staël a maintes fois créé la surprise notamment avec la série Les Footballeurs, entraînant derrière lui des artistes d'un nouveau mouvement d'abstraction, parmi lesquels Jean-Pierre Pincemin, et les artistes du néo-formalisme new-yorkais ou de l'expressionnisme abstrait de l'École de New York, parmi lesquels se trouve notamment Joan Mitchell.

## Biographie

### Enfance

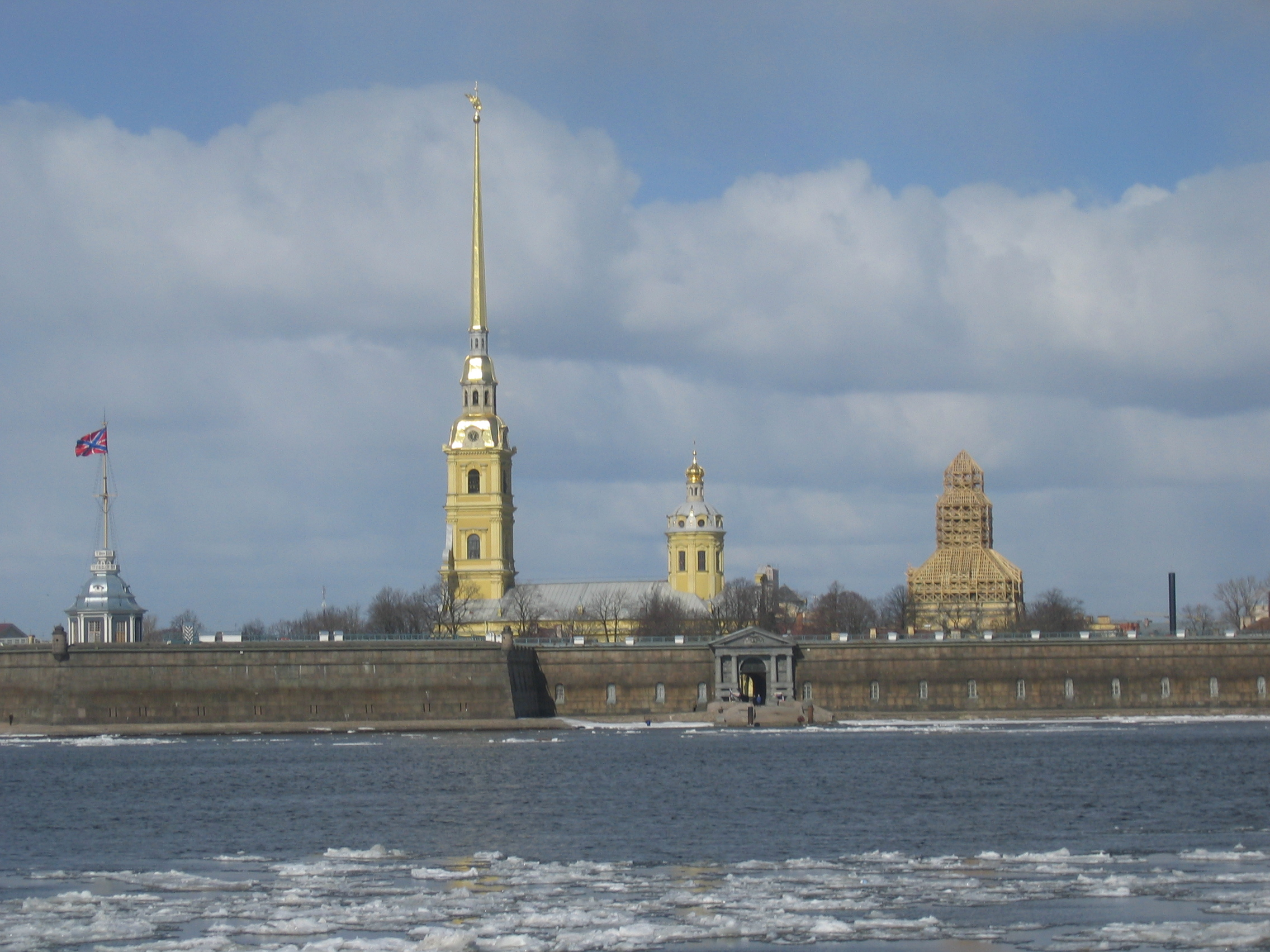
Forteresse Pierre-et-Paul de Saint-Pétersbourg où est né Nicolas de Staël.

Nicolas de Staël est issu d’une lignée de militaires. Il avait coutume de répondre « voyez le Gotha » quand on lui posait des questions à propos de son ascendance. Son arrière-grand-père, Carl Gustav, dirige la deuxième division de cavalerie du tsar et termine sa carrière comme général de corps d’armée en 1861, son grand-père Ivan Karlovitch et son père Vladimir Ivanovitch sont aussi officiers généraux. Né en 1853, il sert dans les rangs des cosaques et des uhlans de la garde impériale. Il devient général major, vice-commandant de la forteresse Pierre-et-Paul de Saint-Pétersbourg en 1908, jusqu'en 1917.
Son père est un orthodoxe pieux et austère. Sa mère, Lioubov Berdnikova, plus jeune que son mari de vingt-deux ans, est sa seconde épouse. Elle est issue d'un milieu très fortuné où l'on s'intéresse à l'art. Par sa mère, elle est apparentée à la famille du compositeur Alexandre Glazounov.
Selon le calendrier julien, Nicolas de Staël naît le 23 décembre 1914 à Saint-Pétersbourg, qui vient alors d'être rebaptisée Petrograd (Петроград).
À la suite de la révolution de 1917, comme de nombreux Russes blancs, la famille est contrainte à l’exil et quitte Saint-Pétersbourg à l'été 1919. Après une période d'errance, la famille s'installe pour un temps à Vilnius en janvier 1920. Son père meurt en 1921, sa mère l’année suivante après s'être installés en Pologne. Orphelin, il est recueilli, avec ses deux sœurs Marina et Olga, par sa marraine Ludmila von Lubimov, la meilleure amie de sa mère, qui vit en France. Celle-ci les confie rapidement à une famille de Bruxelles, les Fricero. Les Fricero sont une famille fortunée d'origine sarde qui a hérité de la nationalité russe au XIXe siècle lorsque le père d'Emmanuel Fricero était attaché naval à l'ambassade de Russie à Londres. Sa femme Charlotte est présidente de la Croix-Rouge. Ils ont déjà recueilli le descendant d'une grande famille russe, Alexandre Bereznikov.

### Formation
Il est inscrit au collège jésuite Saint-Michel à Etterbeek, commune voisine de Bruxelles, le 16 août 1924 en avant-dernière année de primaire. Il accomplit ses humanités classiques dans le même collège jusqu'en juillet 1931. Il n'y est pas heureux, c'est un élève indiscipliné avec de mauvais résultats. Il quitte ce collège en 3e latine, après avoir redoublé cette classe. Les Fricero l'inscrivent au collège Cardinal Mercier de Braine-l'Alleud en septembre 1931. Nicolas se passionne pour la littérature française et les tragédies grecques et dans le même temps découvre la peinture dans les musées et les galeries notamment Rubens et les peintres belges contemporains James Ensor, Permeke. Sa vocation naissante d'artiste inquiète son père adoptif, Emmanuel Fricero, sorti de l'École centrale Paris, qui souhaite voir Nicolas s'orienter vers les sciences et le pousse à entreprendre des études d'ingénieur. Mais dès ses études terminées, Nicolas se tourne vers la peinture.
Après avoir visité les Pays-Bas en juin, et découvert la peinture flamande, il entre en octobre 1933 aux Beaux-Arts de Bruxelles où il suit les cours de dessin antique avec Henri Van Haelen. Il se lie d'amitié avec Lismonde et Madeleine Haupert qui a fréquenté les Beaux-Arts de Paris et qui lui fait découvrir la peinture abstraite. Il s'inscrit aussi à l'Académie des beaux-arts de Saint-Gilles où il suit les cours d'architecture de Charles Malcause. Dans cette même académie, il suit dès 1934-35 les cours de décoration en compagnie de Géo De Vlamynck qu'il assiste par la suite pour la réalisation de peintures murales du pavillon du Verre d'art de l'Exposition universelle de Bruxelles de 1935.
Il voyage ensuite dans toute l'Europe. Dans le midi de la France et à Paris où il découvre Paul Cézanne, Henri Matisse, Chaïm Soutine, Georges Braque, puis il se rend en Espagne où il est séduit par la beauté des paysages. Le voyage en Espagne, qu'il parcourt à bicyclette avec son ami Benoît Gilsoul, est un voyage d'étude au cours duquel il prend force notes et croquis. À partir de Madrid, c'est avec Emmanuel d'Hooghvorst qu'il poursuit sa route jusqu'en Andalousie. Il envoie une abondante correspondance à Georges de Vlamynck, produit quelques aquarelles qu'il vend à Barcelone, et aux Fricero il exprime son indignation devant la misère du peuple espagnol. Il exposera d'autres aquarelles d'Espagne à la galerie Dietrich avec Alain Haustrate et Rostislas Loukine.

### Le Maroc, l'Italie, Paris
À Marrakech, en 1937, Nicolas de Staël rencontre Jeannine Guillou. Jeannine Guillou est elle-même peintre, plus âgée de cinq ans que lui. Bretonne d'origine, d'une famille de Concarneau, elle est mariée depuis six ans à un Polonais, Olek Teslar (1900-1952), qu'elle a rencontré aux Arts décoratifs de Nice où elle étudiait, et dont elle a un fils, Antek (Antoine) qui deviendra par la suite écrivain et scénariste sous le pseudonyme d'Antoine Tudal. Les Teslar habitent le sud marocain dans une sorte de phalanstère où ils offrent des médicaments à la population. L'administration leur a fait signer des documents déchargeant la France de toute responsabilité en cas de malheur. Sorte de « hippies avant la lettre », les Teslar se séparent élégamment lorsque Jeannine part avec Nicolas.
Jeannine est déjà une peintre affirmée. À Fès, en 1935, un critique d'art a couvert d'éloges son travail et son talent « viril et nerveux ». Nicolas, lui, cherche encore son style.

Staël est fasciné par l'Italie. En 1938, il entreprend avec Jeannine un voyage qui les conduit de Naples à Frascati, Pompéi, Paestum, Sorrente, Capri. À ses amis Fricero, il écrit : 

« Après avoir essayé de peindre un an dans ce merveilleux Maroc, et n'en étant pas sorti couvert de lauriers, je puis approcher, voir, copier Titien, Le Greco, les beaux Primitifs, le dernier des Giovanni Bellini, Andrea Mantegna, Antonello de Messine, tous, et si parfois ces toiles ne sont pas aussi près de mon cœur que les vieux Flamands, les Hollandais, Vermeer, Rembrandt, j'y apprends toujours énormément et n'espère qu'une seule chose, c'est de pouvoir les étudier aussi longtemps que possible. »

Cette année-là, les relations avec les Fricero se détériorent. La famille d'accueil s'inquiète pour la carrière de Nicolas qui rompt tout lien avec la Belgique et décide de s'installer à Paris avec Jeannine. Il loge d'abord dans un hôtel au 147 ter, rue d'Alésia, puis au 124, rue du Cherche-Midi. Il suit pendant une courte période les cours de l'Académie Moderne de Fernand Léger et il essaie d'obtenir un permis de séjour tout en copiant les œuvres du Louvre. Il fait la connaissance de l'historien d'art suisse Pierre Courthion qui aura un rôle important par la suite.
Pendant cette année, Nicolas peint énormément et détruit beaucoup de ses œuvres. Il ne reste de cette période qu'une vue des quais de la Seine.
Pour gagner un peu d'argent, il retourne en Belgique, à Liège, où il travaille sur les fresques du pavillon d'exposition de la France pour l'Exposition internationale de la technique de l'eau de 1939.
En septembre 1939, le peintre s'engage dans la Légion étrangère. Pendant les deux mois qui précèdent son incorporation, il rencontre la galeriste Jeanne Bucher qui trouve pour lui et pour Jeannine des logements provisoires dans les ateliers d'artistes inoccupés. Jeannine est déjà tombée gravement malade pendant l'été à Concarneau. C'est à partir de cette époque, et jusqu'en 1942, que Nicolas a peint le plus grand nombre de portraits de sa compagne dans le style figuratif : Portrait de Jeannine, dont Arno Mansar dit que « c'est à la fois un Picasso de la période bleue et aussi un souvenir des allongements du Greco, qu'il a admiré en Espagne. »
Plus tard, Staël dira : « Quand j'étais jeune, j'ai peint le portrait de Jeannine. Un portrait, un vrai portrait, c'est quand même le sommet de l'art. »

## L'évolution du peintre

### Le nouvel atelier

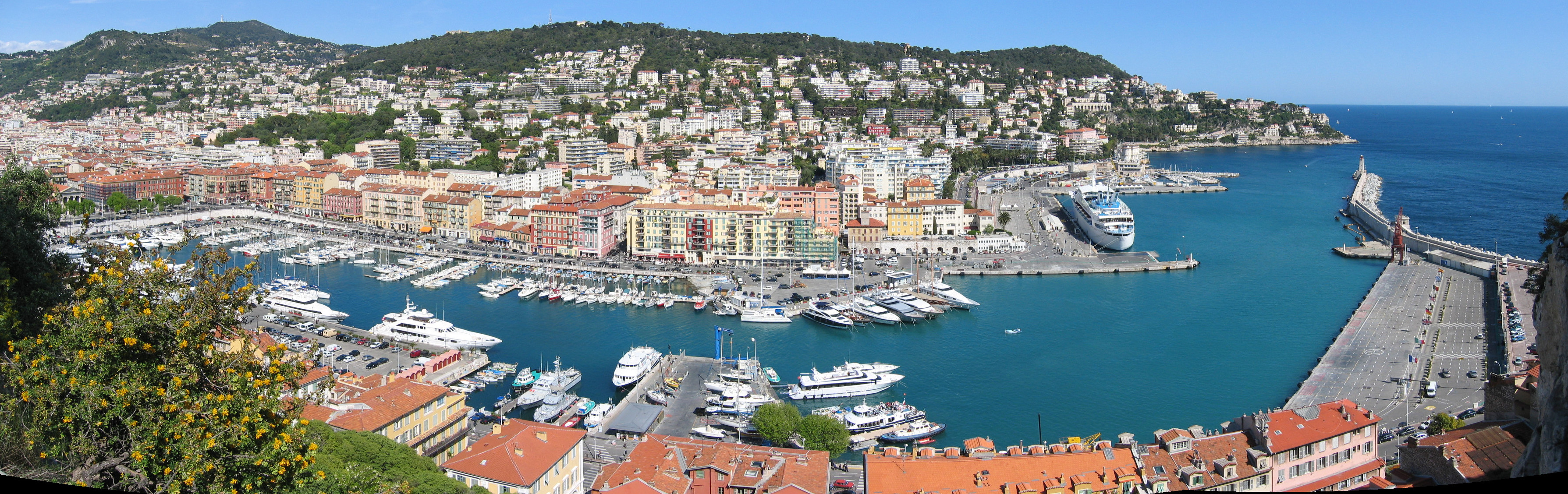
Nice où Staël a vécu trois ans.

Le 19 janvier 1940, il est mobilisé et rejoint le dépôt des régiments étrangers où il est affecté au service des cartes d'État-major à Sidi Bel Abbès, en Algérie. Il est ensuite envoyé le 29 février au 1er régiment étranger de cavalerie (1er REC) à Sousse, en Tunisie, où il travaille au service géographique de l’armée en mettant à jour les cartes d’état-major du protectorat. Il est démobilisé le 19 septembre 1940.
Nicolas de Staël rejoint Jeannine qui vit alors à Nice. Il fait la connaissance d'Alberto Magnelli, Maria Elena Vieira da Silva, Jean Arp, Christine Boumeester, Sonia Delaunay et Robert Delaunay. Les artistes se retrouvent à la librairie Matarasso, avec Jacques Prévert et Francis Carco. C'est surtout grâce à son ami, le peintre Félix Aublet, qu'il sera introduit dans ces cercles artistiques et qu'il va orienter sa peinture vers un style plus abstrait. Il reste de cette période quelques traces de ses essais mélangeant cubisme et fauvisme avec le tableau Paysage du Broc (Maison du Broc) 1941, huile sur toile de 55 × 46 cm, collection particulière.
Aublet lui vient encore en aide lorsque le jeune peintre ne peut gagner sa vie avec sa peinture, lui fournissant de petits travaux de décoration.
De son côté, Jeannine s'est remise à la peinture. « Le marchand de tableau Mockers, de la rue Masséna à Nice, lui a fait signer un contrat d'exclusivité. Ce qui permet au couple de vivre alors que les restrictions alimentaires commencent à peser terriblement. L'arrière-pays niçois, assez peu agricole, a le plus grand mal à nourrir sa population. » Jeannine a aussi retrouvé son fils, Antek, qu'elle avait confié à un pensionnat. Antek se débrouille au marché noir. Nicolas troque des bibelots contre de la nourriture. Malgré ces difficultés, Jeannine donne naissance le 22 février 1942 à leur fille Anne. Staël est fasciné par l'enfant qu'il décrit comme un « petit colosse aux yeux clairs ». Il voudrait épouser sa compagne mais les complications juridiques du divorce avec Olek Teslar, injoignable, le découragent.
La naissance de sa fille induit chez Staël une nouvelle réflexion sur la peinture. Abandonnant le paysage, il se tourne vers le portrait, avec Jeannine pour principal modèle.
Les trois années passées à Nice peuvent être considérées comme le premier « atelier » du peintre. Staël commence à appeler ses tableaux « compositions », il dessine et peint fiévreusement et continue de détruire autant qu'il crée. Mais il commence à rencontrer ses premiers amateurs : Boris Wulfert lui achète une Nature morte à la pipe (1940-1941), une huile sur papier de 63,5 × 79,5 cm, et Jan Heyligers, son premier tableau abstrait peint à partir d'un coquillage. « Dès 1942, il peint ses premières toiles abstraites. Sur fond uni, gris, s'animent des ellipses, des formes de lasso, des grilles. Le dessin est posé sur la peinture. » Staël compartimente sa peinture, certaines formes sont des lames, indépendantes du fond, dans un jeu de géométrie. Selon Anne de Staël, on ne sait pas si la composition est dans son aplat, ou bien dans le trait qui limite, ou bien si composer revient à exprimer une chose unique.
Nicolas et Jeannine sont très proches de Suzie et Alberto Magnelli installés dans une ancienne magnanerie à Plan de Grasse. Magnelli va être un grand soutien pour « Le Prince ».

### Retour à Paris, les premiers soutiens, le deuil

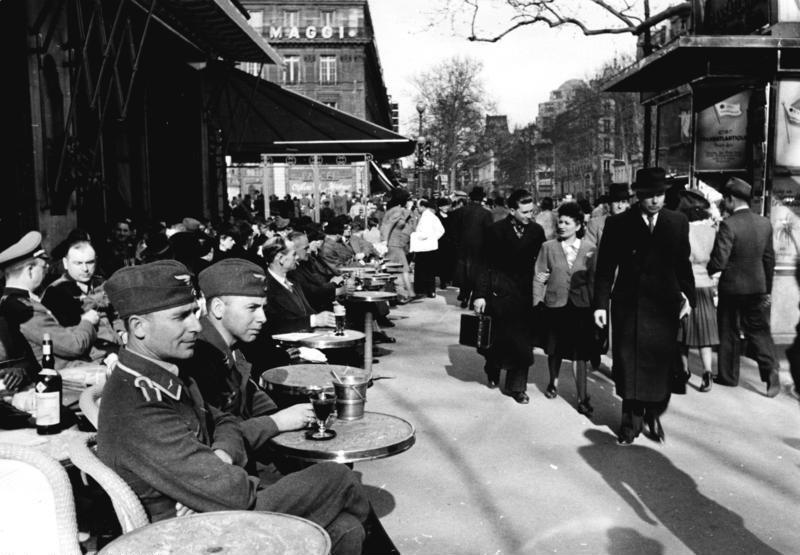
Rue parisienne en 1941.

En 1943, sous l'occupation, le couple et ses deux enfants retournent à Paris. Les années de guerre sont très difficiles.
Jeanne Bucher achète des dessins à Nicolas et prête un logement à la famille dans un hôtel particulier momentanément inhabité, celui de Pierre Chareau alors en Amérique. Pendant cette période, le peintre dessine beaucoup de grands formats.
Magnelli présente à Staël un ami de Piet Mondrian, César Domela, qui insiste auprès de Jeanne Bucher pour que Nicolas de Staël participe à l'exposition qui réunit lui-même, et Vassily Kandinsky. L'exposition a lieu le 15 février 1944, mais personne n'achète les tableaux du « Prince ». Des personnalités comme Pablo Picasso, Georges Braque, André Lanskoy, Jean Bazaine, Georges Hillaireau sont présentes lors du vernissage. Mais la critique, sans doute influencée par le préjugé selon lequel l'art abstrait est un art dégénéré, fait preuve d'indifférence, voire de mépris.
Ce qui n'empêche pas Jeanne Bucher d'organiser, avec Noëlle Laucoutour et Maurice Panier, une deuxième exposition à la galerie l’Esquisse où sont réunis Kandinsky, Magnelli, Domela et Staël, avec pour titre Peintures abstraites. Compositions de matières. Mais pendant l'exposition, la galerie reçoit la visite de la Gestapo qui soupçonne Panier d'être un résistant. Malgré cela, la galerie l’Esquisse organise le 12 mai de la même année une exposition personnelle Staël. Quelques dessins y sont vendus. Georges Braque manifeste sa sincère admiration pour le jeune peintre. Staël va devenir un proche du maître avec lequel il noue des liens d'amitié très étroits.
« Aux yeux des amateurs, le style de Staël est reconnu comme une expression nouvelle, une syntaxe du dessin dénouée en compositions serrées en même temps qu'éclatées ». C'est surtout au début de l'année 1945 que ces amateurs se manifesteront lors d'une autre exposition chez Jeanne Bucher du 5 au 28 avril 1945. Parmi eux, l'industriel Jean Bauret.
Mais le peintre se débat dans de terribles difficultés financières, malgré l'aide de Félix Aublet. La situation familiale est désastreuse : « Il n'y avait pas de repas. Un sac de farine nous donnait des crêpes à l'eau. La queue longuement tirée avec des tickets d'alimentation ramenait un peu de lait, un peu de beurre. »
Jeannine est en mauvaise santé et sa nouvelle grossesse est difficile. Elle le cache aussi bien à sa fille Anne, qu'à son mari dont elle « soutient l'élan dans le travail. Nicolas voyait grandir ses tableaux sans soupçonner que l'état de Jeannine s'amenuisait. Elle était moralement très forte et physiquement fragile. Dans la conscience des tensions de la création, les tensions de la vie ont lâché.(…) Jeannine mourut sur le quai d'un immense tableau : Composition bleue. » Le 20 février, Jeannine rentre à l'hôpital Baudelocque afin de subir un avortement thérapeutique. Elle en meurt le 27 février 1946.
Quelques mois plus tard, le critique d'art Charles Estienne (amateur de surréalisme) fait une critique élogieuse de la peinture de Staël : « Un extraordinaire épos rythme ici les caravanes des formes et les fulgurantes zébrures verticales jaillies souvent des hasards de la matière. »
À la fin de l'année, Staël, qui ne vit que grâce à l'aide d'amis, cherche un marchand pour défendre son œuvre. Il croit l'avoir trouvé en la personne de Jacques Dubourg qui lui achète un tableau : Casse-lumière. Mais c'est finalement la galerie Louis Carré qui signe un contrat avec le peintre le 9 octobre 1946.
Quelques mois après la mort de Jeannine, Nicolas épouse Françoise Chapouton (1925-2012) que le couple avait engagée à l'âge de dix-neuf ans pour s'occuper des deux enfants, Anne et Antek. Staël aura encore trois enfants de sa nouvelle femme : Laurence, née le 6 avril 1947, Jérôme né en 1948, Gustave, né le 3 avril 1954.
Les années 1945-1950 couvrent une période « sombre » de la peinture de Staël, où l'abstraction est mise à nu. En particulier dans Composition en noir 1946, huile sur toile (200 × 150,5 cm, Kunsthaus de Zurich). Et plus encore dans Orage (1945, 130 × 90 cm, collection particulière). « Ce que montrent en un sens les toiles des années quarante, c'est qu'il faut naître plusieurs fois pour gagner un tableau. Qu'il faut multiplier les angles vifs, les zones mortes, les obstacles invisibles. »

## Les étapes de création

### De l'abstraction à l'involution 1943-1948

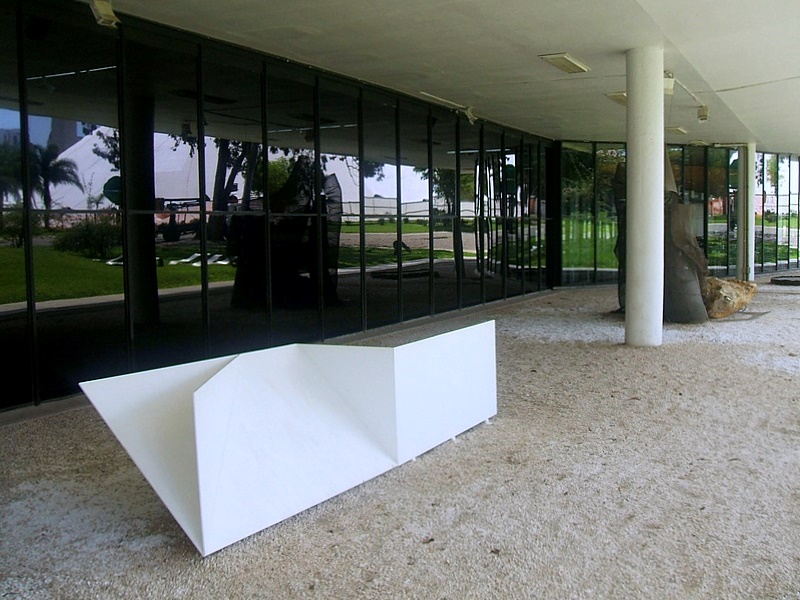
Museu de Arte Moderna de São Paulo, inauguré en 1948, où Nicolas de Staël a exposé.

Malgré ses difficultés matérielles, Staël refuse de participer à la première exposition du Salon des réalités nouvelles fondé par Sonia Delaunay, Jean Dewasne, Jean Arp et Fredo Sidès parce que la progression de sa peinture le conduit à s'écarter de l'abstraction la plus stricte. Ce sera un sujet d'étonnement pour le jeune amateur Claude Mauriac qui déclare dans son journal : 

« Il semble surprenant que ni Staël, ni Lanskoy — novateurs peu contestés de l'art abstrait — ne soient exposés au salon des réalités nouvelles. À moins qu'ayant l'un et l'autre dépassé les formules périmées dont usent encore la plupart des participants de ce salon, leur place eût été inexplicable dans ce qu'il faut bien appeler déjà une rétrospective (…) mais cela me fait plaisir d'apprendre que Nicolas de Staël se trouve maintenant dans le peloton de tête. »

Staël a horreur de s'aligner sur un courant quelconque, tout comme Braque auquel il rend visite régulièrement, ce qui l'amène à s'éloigner de Domela et Dewasne. « De 1945 à 1949, la peinture de Staël se présente comme un faisceau, un lacis de formes impulsives dont les éléments formateurs, nés d'une décision rapide, loin de se perdre instantanément en elle, font valoir leur énergie propre. »
Une énergie ramassée qu'il puisait sur l'instant selon Anne de Staël qui décrit ainsi l'attitude de son père après la mort de Jeannine, et après son mariage avec Françoise Chapouton : « Ils se marient en mai 1946 sans attendre qu'une couleur sèche pour en poser une autre. Il posa à côté d'une douleur profonde le ton de la joie la plus haute. Et on peut dire que de la contradiction de pareils sentiments, il puisait une énergie ramassée sur l'instant, qui permettait d'avancer en vue d'un aiguisement acéré. »
André Chastel, au sujet de la peinture de Staël parle d'« involution ». Selon Daniel Dobbels, ce terme est d'une grande force. En quelques années, Staël donne un corps à sa peinture, d'une ampleur sans égale et pour ainsi dire, sans précédent. Involution est un terme mathématique qui définit les tableaux de l'immédiat après-guerre : La Vie dure (octobre 1946), De la danse (fin 1916-début 1947), Ressentiment et Tierce noir, comme une évolution en sens inverse. Staël s'écarte de l'abstraction pour former des figures identifiables : deux traits donnent à l'intervention du peintre une signification élevée.

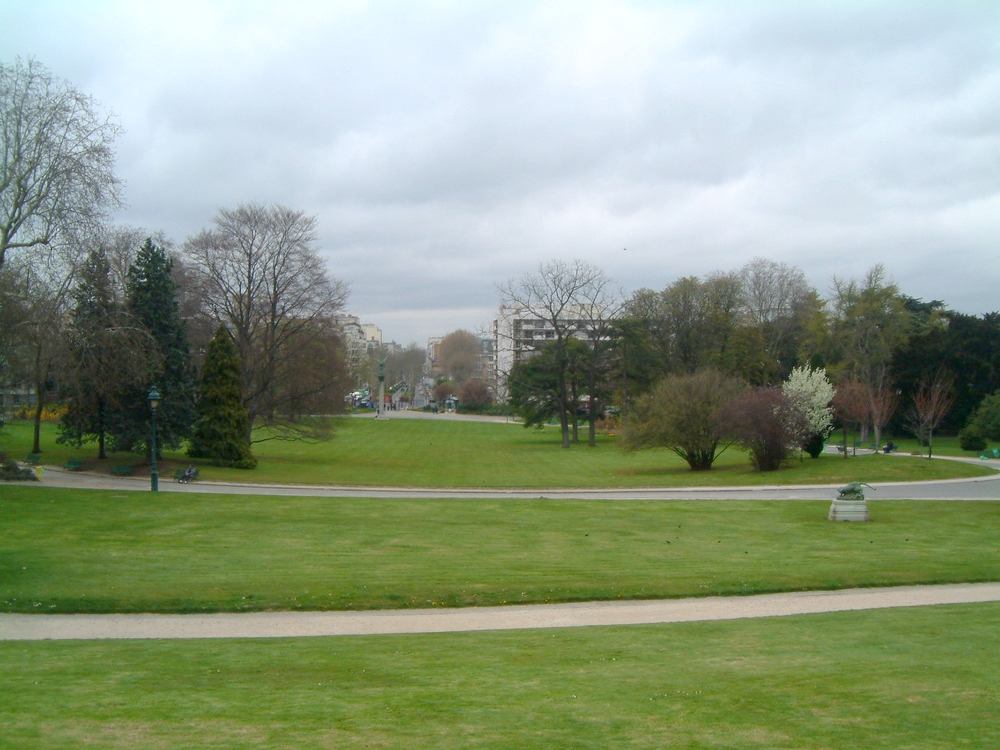
Vue du Parc Montsouris, proche de la rue Gauguet où Staël avait son atelier.

Les Staël déménagent dès le mois de janvier 1947 pour s'installer 7, rue Gauguet, non loin du parc Montsouris. Non loin aussi de l'atelier de Georges Braque. L'atelier est vaste, haut de plafond, il rappelle les ateliers des maîtres d'autrefois. Sa luminosité contribue à éclaircir la palette du peintre dont Pierre Lecuire dit dans le Journal des années Staël : « Très étonnant personnage, ce Staël, d'une culture rare chez un peintre, sans préjugé de modernisme et pourtant, un des plus naturellement avancé. » Dès 1949, Pierre Lecuire travaille à un livre, Voir Nicolas de Staël, dont le peintre annote les feuillets et précise sa pensée, livre-poème qui paraîtra en 1953 avec deux gravures sur cuivre de Staël.
Dans cet immeuble, Staël rencontre un marchand de tableaux américain, Theodore Schempp, qui fait circuler son œuvre aux États-Unis, au grand soulagement du peintre qui n'apprécie guère les méthodes de la galerie Louis Carré, qu'il abandonnera pour la galerie Jacques Dubourg au 126 boulevard Haussmann.

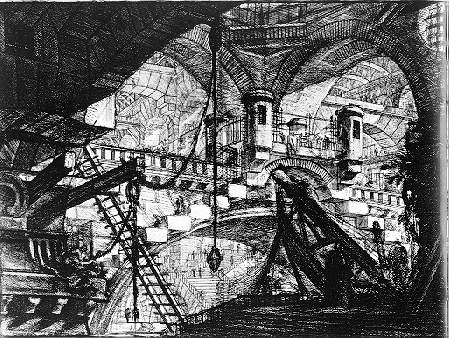
Planche XI d’une des prisons imaginaires de Piranese auquel Staël a dédié un tableau en 1948.

L'année suivante, grâce au père Laval, le peintre est exposé dans le couvent des dominicains du Saulchoir, à Étiolles, en compagnie de Braque, Henry Laurens et André Lanskoy. Jacques Laval est un dominicain passionné de peinture. Il avait déjà tenté en 1944 d'exposer des toiles abstraites de Staël, mais avait été obligé de les décrocher sur ordre de ses supérieurs scandalisés. Cette fois l'exposition est acceptée et le père Laval achète un tableau de Staël pour le réfectoire du couvent Saint-Jacques, rue de la Glacière, à Paris.

Staël commence à vendre ses œuvres et la critique voit en lui le peintre représentatif d'un renouveau artistique. Léon Degand l'invite à montrer ses œuvres à l'exposition inaugurale du Museu de Arte Moderna de São Paulo. Mais Staël est très pointilleux sur la façon dont on interprète sa peinture. Il écrit à Degand : 

« (…) les tendances non figuratives n'existent pas, tu le sais bien et je me demande bien comment on peut y trouver de la peinture (…). »

En ce mois d'avril 1948, Nicolas de Staël est naturalisé français. Il avait appuyé sa demande avec l'argument : « La France est actuellement le seul pays où on peut peindre librement. » Le 13 du même mois naît son fils Jérôme. Anne de Staël voit un lien étroit entre les naissances et la peinture de son père. 

« La vie sous la coiffe de sa peinture donnait dans l'éphémère un sentiment de très longue durée (…) La vie était faite de la naissance de sa fille Laurence, le 6 avril 1947, de son fils Jérôme, le 13 avril 1948. La joie de Staël au moment d'une naissance était une note très haut placée d'émotion (…) C'était le rappel de la "naissance", rappel du moment où la "lumière" vous est versée (…) Vivre était une couleur et l'énergie devait en exalter la flamme. »

Entre 1947 et 1949, la palette du peintre s'éclaircit. Déjà avec Ressentiment, enchevêtrement de structures encore sombres, on voit apparaître des gris et des bleus dans un empâtement de matière qui s'allège peu à peu, avec le noir qui s'efface graduellement comme on le voit l'année suivante dans des œuvres comme Hommage à Piranese (1948), tableau dans les tons pastellisés de gris argenté, puis dans une large toile paysagée, Calme  (1949, collection Carroll Janis, New York). Staël se livre à une recherche acharnée sur la couleur, qui aboutit en 1949 à un nouveau système plastique avec Jour de fête, « où l'enduit se fait toujours plus dense et gras et la couleur plus délicate. »

### L'équilibre par la couleur 1949-1951
L'artiste commence plusieurs toiles à la fois mais son travail mûrit plus lentement. Il est animé d'une volonté de perfection dont Pierre Lecuire dit que c'est une « formidable volonté de faire toujours plus fort, plus aigu, plus raffiné, avec au bout l'idée du chef-d'œuvre suprême. »
Staël abandonne les compositions en bâtonnets et leur surcharge pour des formes plus vastes, plus aérées, avec de larges plages de couleur. Le peintre accumule les couches de pâte jusqu'à parvenir à l'équilibre désiré. Si de nombreux tableaux portent encore le titre Compositions, beaucoup ressemblent à des paysages comme l'huile sur toile intitulée Composition en gris et bleu de 1949, (115 × 195 cm, collection particulière), dont Arno Mansar dit que c'est là une « halte indispensable entre l’expressionnisme des empâtements de la matière de naguère et le prochain éclatement des champs de couleur. »
1949 est une année importante pour Staël qui participe à plusieurs expositions collectives au Musée des beaux-arts de Lyon, à la galerie Jeanne Bucher à Paris, à São Paulo. À Toronto, il expose pour la première fois Casse-lumière, et tandis que Schempp travaille à le faire connaître aux États-Unis, le peintre cherche à entrer en contact avec Christian Zervos qui dirige la revue Cahiers d'art. L'historien Georges Duthuit sert d'intermédiaire et devient l'ami du peintre. Staël continue à voir régulièrement Braque à Paris et à Varengeville-sur-Mer, mais bientôt ses visites seront plus espacées car le jeune peintre a besoin de retrouver les couleurs du Midi. Braque restera néanmoins un de ses principaux inspirateurs et une référence importante.
Staël utilise toutes les techniques, tous les matériaux : gouache, encre de Chine, huile, toile, papier. Et il refuse toujours d'être classé dans une catégorie quelconque. Lorsqu'en mars 1950, le Musée national d'art moderne de Paris lui achète Composition (les pinceaux), une huile sur toile de 1949 (162,5 × 114 cm), il exige d'être accroché en haut de l'escalier pour être écarté du groupe des abstraits et il remercie le directeur du musée avec un jeu de mots répété dans toutes les biographies : « Merci de m’avoir écarté du gang de l’abstraction avant, écrit-il à Bernard Dorival, conservateur au Musée national d’art moderne de Paris,. ». Il faisait ainsi allusion aux faits divers sanglants du gang des Tractions Avant. Le tableau est ensuite intitulé Composition abstraite, puis Composition en gris et vert.
Dès 1950, Staël est déjà un peintre qui compte, on parle de lui dans la revue new-yorkaise Art and theatre. En France, Christian Zervos lui consacre un très grand article où il compare l'artiste aux grandes figures de l'histoire de l'art. L'exposition personnelle qui lui est consacrée chez Dubourg du 1er au 15 juin obtient un succès d'estime et le fait connaître des personnalités du monde des arts. En octobre, lorsque Jean Leymarie tente d'acheter la toile Rue Gauguet pour le musée de Grenoble, il se trouve face à la Tate Gallery qui la lui dispute. Le tableau sera finalement acquis par le musée des beaux-arts de Boston.
Staël devient un artiste d'autant plus important que ses tableaux commencent à entrer dans les collections américaines. Le critique Thomas B. Hess écrit dans la revue Art News : « Staël jouit d'une réputation un peu underground en Amérique, où il vend une quantité étonnante de peintures, mais il reste relativement peu connu. » Le travail de promotion de Schempp commence pourtant à porter ses fruits. L'atelier de l'artiste se vide de ses peintures. En 1951, Staël entre au Museum of Modern Art de New York avec une toile de la période sombre : Peinture 1947 huile sur toile 195,6 × 97,5 cm.
Une exposition de ses dessins chez Dubourg, en mai 1951, révèle aussi une autre facette du talent de l'artiste que René Char admire. C'est Georges Duthuit qui a fait découvrir l'atelier de Staël au poète. Début d’une amitié féconde : ils conçoivent ensemble plusieurs projets de livres dont l'un illustré de gravures sur bois, Poèmes de René Char - bois de Nicolas de Staël, publié cette année-là. Le livre obtient un succès relatif lors de l'exposition à la galerie Dubourg le 12 décembre, mais cela n'entame pas l'enthousiasme du peintre qui poursuit un travail commencé à l'automne : des petits formats. Ces tableaux sont essentiellement des natures mortes, des pommes : Trois pommes en gris, Une pomme (24 X 35 cm) et une série de trois toiles de Petites bouteilles, cette dizaine de toiles témoigne de la nouvelle maturité du peintre qui, après avoir étudié un livre sur van Gogh s'écrie : « Moi aussi, je ferai des fleurs! » Des Fleurs aux couleurs éclatantes qui jaillissent sur un grand format (140 × 97 cm) dès l'année suivante, après avoir vu une exposition où figurent les Roses blanches de van Gogh au musée de l'Orangerie.

### La figuration-abstraction 1952-1955

#### Les années explosives: 1952-1953

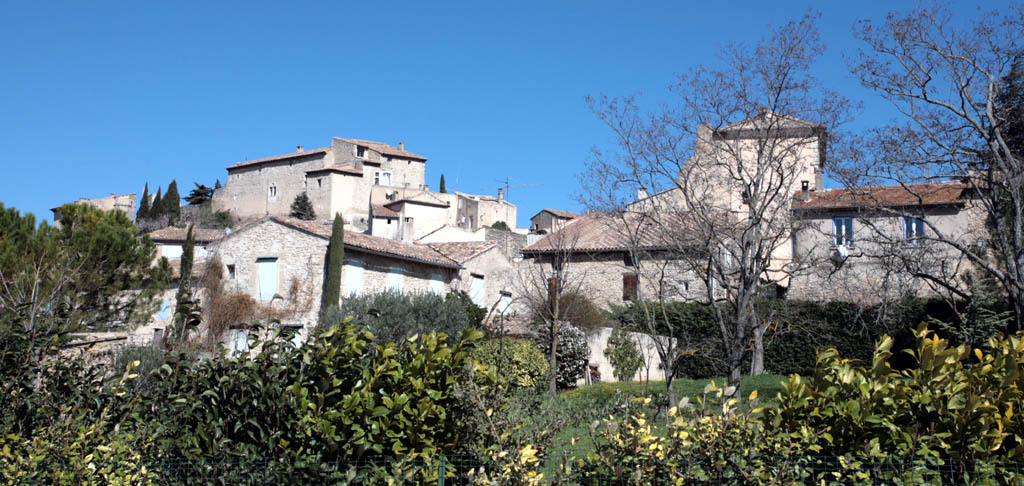
Le village de Lagnes où Staël a résidé.

Ce sont les années où Staël a effectué le plus grand « renouvellement continu » selon l'expression de Dobbels. L'année 1952 est riche en création, elle voit naître plus de 240 tableaux de l'artiste, grands et petits formats dont Mantes-la-Jolie, actuellement conservé au Musée des beaux-arts de Dijon. Staël passe de la nature morte aux paysages de l'Île-de-France, aux scènes de football et aux paysages du Midi de la France. Pourtant cette année foisonnante commence par une déception avec une exposition à Londres à la Matthiesen Gallery. Cette ville enthousiasmait l'artiste en 1950. Mais à son retour, en 1952, il dit à sa fille Anne : « Londres, c'est les égouts de Paris en plein ciel avec la majeure partie des maisons construites en poussière marine, pierres à coquillages, noires près de la terre et blanches là où le vent de la mer les lave suffisamment. » En février-mars, 26 tableaux sont présentés. Le vernissage est mondain mais n'a aucun succès. La critique ne comprend pas Staël à l'exception du critique d'art John Russell qui voit dans le peintre un novateur irremplaçable et de Dennis Sutton qui écrit dans la préface du catalogue : « Staël a établi sa foi dans une œuvre intangible, nourrie par la lumière (…) Ce sont des peintures qui élèvent l'esprit. »
Staël est un peu ébranlé, il se lance dans des paysages sur carton de petits formats dans les tons gris bleu et vert (Mantes, Chevreuse, Fontenay-aux-Roses) qu'il distribue à ses amis, notamment à René Char. Il fait don des Toits, 200 × 150 cm, (tableau d'abord intitulé Le ciel de Dieppe) au Musée d'art moderne de Paris. Londres l'a fait douter.
Mais bientôt un évènement va faire exploser son enthousiasme. Le 26 mars 1952 a lieu au Parc des Princes le match de football France-Suède auquel Staël assiste avec sa femme. Le peintre ressort du Parc transformé, habité par les couleurs qu'il veut immédiatement porter sur la toile. Il y passe la nuit, commençant une série de petites ébauches qui vont devenir Les Footballeurs, sujet qu'il traite avec de très vives couleurs dans plus d'une dizaine de tableaux qui vont du petit au grand format, des huiles sur toile ou huiles sur carton dont un exemplaire se trouve à la Fondation Gianadda, un plus grand nombre au Musée des beaux-arts de Dijon, un exemplaire au Musée d'art contemporain de Los Angeles et beaucoup dans des collections privées. Staël se livre tout entier à sa passion des couleurs et du mouvement. Le clou de ce travail, sur lequel il passe la nuit entière pour les ébauches des footballeurs, apparaît au bout d'une semaine : Le Parc des Princes, une toile tendue sur châssis de 200 × 350 cm (7 m2). Il utilise des spatules très larges pour étaler la peinture et un morceau de tôle de 50 cm qui lui sert à maçonner les couleurs.
Lorsqu'il expose son Parc des Princes au Salon de mai de la même année, le tableau est ressenti comme une insulte tant par ses confrères que par la critique. Le Parc apparaît comme un manifeste du figuratif qui a contre lui tous les partisans de l'abstraction. Comme Jean Arp ou Jean Hélion, Staël est déclaré coupable d'avoir abandonné ses recherches abstraites, il est traité de « contrevenant politique » selon l'expression d'André Lhote.
À tout ce bouillonnement autour de deux mots, Staël répond dans un questionnaire que Julien Alvard, Léon Degand, et Roger van Gindertael ont donné à plusieurs peintres : « Je n'oppose pas la peinture abstraite à la peinture figurative. Une peinture devrait être à la fois abstraite et figurative. Abstraite en tant que mur, figurative en tant que représentation d'un espace. »
André Breton déclare que « le novateur authentique, à qui marchands et critiques défendent aujourd'hui, pour des raisons de vogue, toute autre voie que celle du non-figuratif n'a pas grande chance de s'imposer. ». Ce en quoi il se trompe. Le galeriste new-yorkais Paul Rosenberg, très attiré par cette toile, va imposer Staël aux États-Unis dès l'année suivante et lui proposer un contrat d'exclusivité après avoir vu l'exposition du 10 au 28 mars 1953 à New York chez Knoedler, où Staël a connu un succès retentissant. Paul Rosenberg est un galeriste de référence auxquels les amateurs font confiance. Il vend les grands maîtres : Théodore Géricault, Henri Matisse, Eugène Delacroix, Georges Braque. Nicolas de Staël est heureux de se retrouver en si bonne compagnie.
Mais la vie à New York lui est difficile. Le 13 mars, il revient à Paris, au moment où paraît le livre de Pierre Lecuire, Voir Nicolas de Staël, avec une lithographie en couverture et deux gravures de Staël.
Quelques mois plus tard, Staël trouve une nouvelle source d'inspiration dans la musique. Alors qu'il est invité le 5 mai à un concert chez Suzanne Tézenas, à la fois héritière et mondaine, le peintre découvre les « couleurs des sons » : après avoir entendu Pierre Boulez, Olivier Messiaen, Isaac Albéniz, il s'intéresse à la musique contemporaine et au jazz. En particulier à Sidney Bechet auquel il rend hommage avec deux toiles : Les Musiciens, souvenir de Sidney Bechet dont une version se trouve au Centre Pompidou, à Paris, l'autre version, intitulée  Les Musiciens (Street Musicians), à la Phillips Collection de Washington. De cette période d'inspiration musicale naîtront également L'Orchestre. Il envisage même un ballet avec René Char : L'Abominable des neiges, ainsi qu'une toile inspirée par la reprise à l'Opéra de Paris de l'opéra-ballet de Jean-Philippe Rameau Les Indes galantes que le peintre intitulera aussi Les Indes galantes, une huile sur toile de 161 × 114 cm (collection particulière) peinte en 1952- 1953.
Mais il lui manque toujours les couleurs du Midi. Il loue pendant un mois une magnanerie près d'Avignon, à Lagnes, où les couleurs de sa palette vont devenir éclatantes. Puis il met toute sa famille dans sa camionnette et l'emmène en Italie puis en Sicile où il admire la Toscane, Agrigente, sujet de ses plus célèbres toiles.
Peu après, Staël achète une maison dans le Luberon à Ménerbes, le Castelet. Il y peint entre autres plusieurs toiles intitulées Ménerbes dont une version d'un format de 60 × 81 cm se trouve au musée Fabre de Montpellier. Il continue à fournir inlassablement Rosenberg qui affirme dans un journal américain qu'il considère Staël comme une des valeurs les plus sûres de son époque, le marchand d'art prépare une exposition : Recent Paintings by Nicolas de Staël qui aura lieu dans sa galerie en 1954.
L'exposition du 8 février 1954 chez Paul Rosenberg se révèle un très grand succès commercial.

#### Les couleurs du Midi: 1954-1955

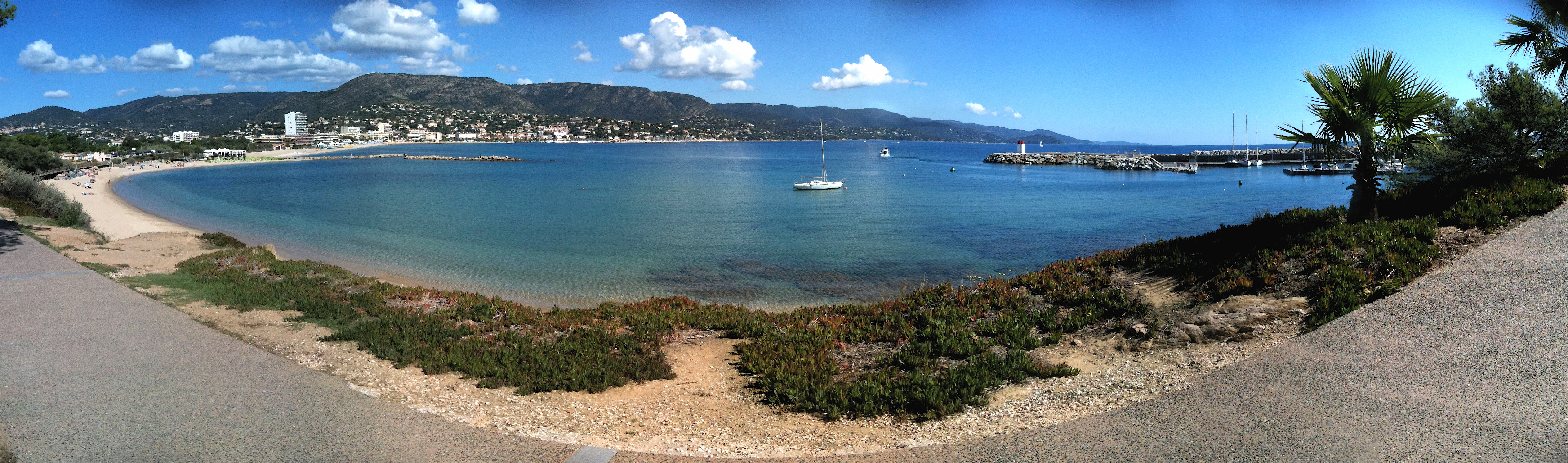
Le Lavandou, un des lieux où Staël a peint des paysages méditerranéens.

Exilé aux États-Unis depuis la Guerre, Rosenberg, qui avait une galerie au 26, rue La Boétie à Paris, et une succursale à Londres, a déjà vendu les plus grands peintres dans les années 1930 : Picasso, Braque, Léger, Matisse. Plus qu'un marchand, c'est un « seigneur » qui dit par provocation : « Pour moi, un tableau est beau quand il se vend. » Et, précisément, il vend énormément de Staël. La majorité des œuvres de la période 1953-1955 ont été vendues à New York, principalement par Rosenberg (ainsi que par Schempp).
Pour l'exposition du 8 février 1954, le peintre lui fournit tous les tableaux qu'il a peints à Ménerbes, en souvenir de son voyage en Sicile, en Italie. Il propose toutes les couleurs du Midi, des fleurs, des natures mortes, des paysages. À Lagnes, Staël a travaillé avec une telle énergie et a produit tant de toiles que Rosenberg est obligé de le freiner en lui expliquant que les clients risquent d'être effrayés par une trop grande rapidité de production. Agacé, Staël répond qu'il fait ce qu'il veut, et que peindre est pour lui une nécessité, exposition ou pas. Il demande même que le marchand lui renvoie une Nature morte aux bouteilles (1952) que Rosenberg trouve trop lourde, et dont une version de 64,7 × 81 cm se trouve au musée Boijmans Van Beuningen de Rotterdam.
À New York, les tableaux de Staël reçoivent un accueil favorable de la part des collectionneurs américains qui achètent très rapidement, certains d'entre eux en feront don à des musées, ce qui explique le nombre conséquent de tableaux de Staël actuellement visibles aux États-Unis. Lors du vernissage, il y a, dans l'assemblée, un jeune diplomate français qui est bouleversé par cette peinture ; c'est Romain Gary. Il écrit à Staël, rue Gauguet : « Vous êtes le seul peintre moderne qui donne du génie au spectateur. »
Le 3 avril, Françoise donne naissance à un fils, Gustave, dont le peintre dit que c'est « son portrait en miniature, un objet très vivant. »
Au mois de juin, chez Jacques Dubourg, une nouvelle exposition de Staël montre une douzaine de peintures parmi lesquelles Marseille (vue de Marseille), huile sur toile de 64,7 × 81 cm actuellement visible au Los Angeles County Museum of Art, L'Étang de Berre, La Route d'Uzès, tableaux qui font sensation. Mais certains critiques s'en prennent au nouveau style du peintre. Notamment Léon Degand qui écrit que ces belles couleurs et ce brio « s'avèrent insuffisants au bout de cinq minutes, pour qui cherche un peu plus que des qualités purement extérieures. » Staël a aussi des défenseurs qui soulignent le talent du peintre dans le concret et dans la couleur, notamment Alain Berne-Jouffroy dans La Nouvelle Revue française.
À Paris, pendant l'été, Staël peint une série de natures mortes, de paysages et de bouquets de fleurs : La Seine (89,2 × 130,2 cm), achetée par Joseph H. Hirshhorn qui en a fait don à Hirshhorn Museum and Sculpture Garden, Washington. Le peintre fait plusieurs séjours dans la Manche ou près de la mer du Nord d'où il ramène le sujet de toiles aux tonalités douces : Cap Gris-Nez, Cap Blanc-Nez. Les toiles de cette période ont rapidement trouvé acquéreur et elles sont pour la plupart dans des collections privées.
Mais Nicolas de Staël a changé. Littéralement envoûté par Suzanne Tézenas, dont le salon parisien rivalise avec ceux de Louise de Vilmorin ou de Florence Gould, il est pris d'une passion fiévreuse pour celle qui est la mécène de Pierre Boulez après avoir été l'amie très chère de Pierre Drieu la Rochelle.

#### Les nus et le désespoir
À partir de 1953, Staël tombe amoureux d'une autre femme, Jeanne Polge née Mathieu,. Il l'a emmenée, en août 1953, avec Ciska Grillet, une amie de René Char, avec toute sa famille pour un périple qui le mène en Italie, en Sicile, puis en Toscane.
La Sicile va lui inspirer la série des Agrigente, mais son amour pour Jeanne va accélérer sa recherche sur le nu. Le 28 septembre 1953, il écrit à Jacques Dubourg : « Je crois que quelque chose se passe en moi de nouveau, et parfois, cela se greffe à mon inévitable besoin de tout casser. Que faire ? » L'intégralité de la lettre, reproduite dans le catalogue raisonné de Françoise de Staël, montre que Dubourg est resté son marchand préféré et que le peintre continue à lui fournir des toiles. Et, bien que les lettres de Paul Rosenberg lui annoncent des ventes somptueuses et que, désormais, le peintre puisse se considérer comme riche, il n'en reste pas moins mélancolique et désespéré.
Jeanne Polge est une femme mariée qui réside près de Nice. Pour être plus près d'elle, le peintre loue un appartement à Antibes où il vit seul, sans sa famille et où il installe son atelier. « Pour la première fois de sa vie, Staël aime plus qu'il n'est aimé. Sa passion pour Jeanne le submerge. » C'est elle qu'il campe de mémoire dans Jeanne (nu debout) (146 × 97 cm), 1953, tableau postdaté et intitulé en 1954, Nu Jeanne (nu debout), une silhouette vaporeuse, émergeant d'une brume de couleurs tendres. C'est également Jeanne Mathieu qui a servi de modèle au Nu couché (Nu) (1954), tableau qui a été vendu en décembre 2011 pour la somme de 7,03 millions d'euros. Tous ces nus sont intitulés de différentes manières, non datés, réunis dans le catalogue raisonné selon les dates probables, certains étant postdatés, d'autres non signés.
Travaillant de nouveau comme un fou, il n'utilise plus la même technique. Maintenant, au lieu de peindre en pâtes épaisses, il dilue les couleurs. Les marines deviennent son thème privilégié. Le fils de Paul Rosenberg lui écrit : « Il y a des gens pour regretter vos empâtements, trouvant la matière lisse du dernier lot moins frappante. » Le peintre use maintenant de matériaux différents, il abandonne le couteau et les spatules pour du coton ou des tampons de gaze avec lesquels il étale la couleur. Les grands formats l'intimident désormais, mais il continue à en réaliser. Le 12 octobre 1953, Nicolas de Staël écrit à Pierre Lecuire : « Je peins dix fois trop, comme on écrase du raisin et non comme on boit du vin […]. »
Un voyage en Espagne et la visite des salles Vélasquez au musée du Prado lui font un temps oublier Jeanne. Mais bien vite, il retourne à Antibes car la passion le dévore. À l'automne, il se sépare définitivement de Françoise.
À la fin de l'année, il se retrouve seul et abattu. Il a plusieurs projets d'expositions dont une au musée Grimaldi, et la frénésie le reprend. Il travaille sur plusieurs toiles à la fois : dans le dernier mois de sa vie, il réalise plus de 350 peintures. Mais il a besoin d'avis. Il en demande d'abord à Douglas Cooper, un collectionneur d'art, qui se montre très sceptique sur le style décoratif de ces dernières œuvres. D'après John Richardson, Cooper était d'une humeur grincheuse. Cooper est insensible aux Mouettes (195 × 130). Fin janvier, Staël écrit à Cooper pour expliquer son évolution et défendre son point de vue, mais il est très atteint par la réserve de Cooper bien qu'il fasse mine de la rejeter. Il rejette également les remarques de Pierre Lecuire, mais les critiques le blessent. Bien que très inquiet sur la qualité de son travail, il continue d'expédier des toiles à New York et à Paris.

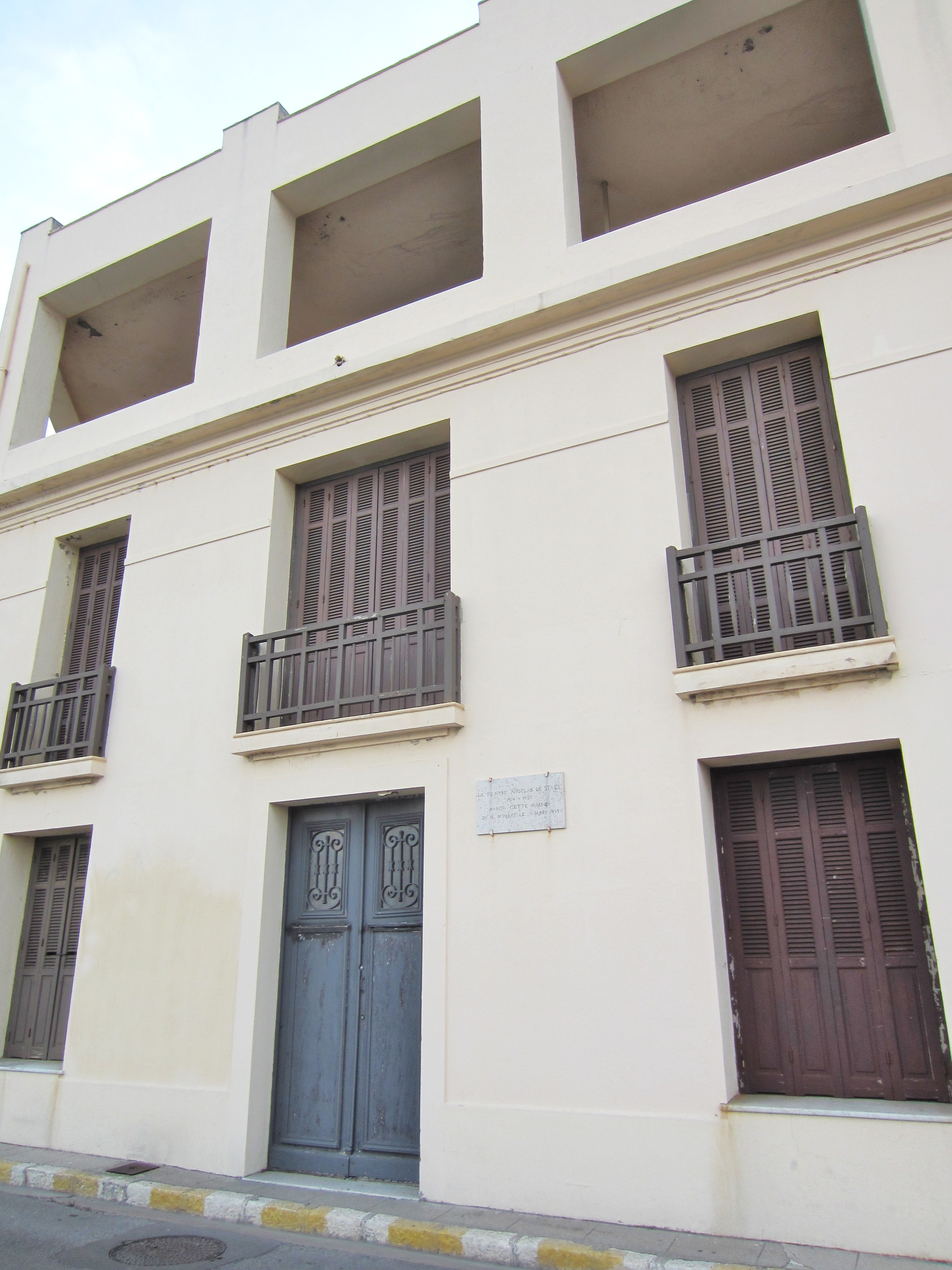
Maison d'Antibes où Staël a vécu de 1954 à 1955.

Il écrit à Suzanne Tézenas : « Je suis inquiet pour la différence de lumière, lumière d'Antibes à Paris. Il se pourrait que les tableaux n'aient pas à Paris la résonance qu'ils ont dans mon atelier d'Antibes. C'est une angoisse. » Le 5 mars, il se rend à Paris où il retrouve finalement l'inspiration. Il assiste à deux concerts au Théâtre Marigny, il suit une conférence de Pierre Boulez, il rencontre des amis avec lesquels il forme des projets et, de retour à Antibes, il peint ses impressions musicales. Sur un châssis de 6 mètres de haut il entreprend Le Concert et il trouve chez des amis violonistes des matériaux pour exécuter des esquisses. La peinture provoque chez lui une extrême tension. Son malaise est d'autant plus grand que Jeanne Mathieu se montre très distante et ne vient pas à leur dernier rendez-vous.
Le 15 mars, Staël réunit toutes les lettres de Jeanne et les rend à son mari en lui disant : « Vous avez gagné. ».

Le 16 mars, après avoir tenté la veille d'ingurgiter des barbituriques, le peintre sort de son atelier, referme la porte, monte l'escalier qui conduit à la terrasse de l'immeuble, et se jette dans le vide. Auparavant, il a écrit à Jacques Dubourg, qui a toujours été son soutien le plus fidèle et le plus désintéressé. Dans une lettre datée du 16 mars 1955, il lui demande de mettre en ordre des questions matérielles, comme si de rien n'était, mais avec deux dernières lignes en forme d'adieu : 

« J'ai commandé chez un petit menuisier ébéniste près des remparts deux chaises longues en bois dont j'ai payé une, cela pour Ménerbes. Au soin de la douane il reste toujours, les papiers sont à la compagnie générale qui transporta mes tableaux la dernière fois, tous les papiers concernant ces petites chaises et tabourets que j'ai achetés en Espagne, aussi pour Ménerbes. Je n'ai pas la force de parachever mes tableaux. Merci pour tout ce que vous avez fait pour moi. De tout cœur.
Nicolas. »

Toutefois c'est à sa fille, Anne de Staël, que le peintre a écrit sa dernière lettre. Anne avait alors 13 ans. Toute la correspondance de Nicolas de Staël est intégralement réunie dans le catalogue raisonné et commentée par Germain Viatte.
Plus tard, Anne de Staël commente en ces termes la peinture de son père, lors de l'exposition à la galerie Daniel Malingue en 1992 à Paris : « Nous vivions en marge de la peinture, le foyer […] ce n'était pas une maison, c'était la peinture. »
Selon Jean-Louis Prat, commissaire de l'exposition Nicolas de Staël en 1995 à la Fondation Gianadda : « Entre une abstraction qui n'a pour elle que le nom et une figuration qui n'illustre qu'imparfaitement le réel, Nicolas de Staël a exploré jusqu'à l'épuisement le vrai domaine de la peinture dans son essence et son esprit. »

## Le lien Braque-Staël

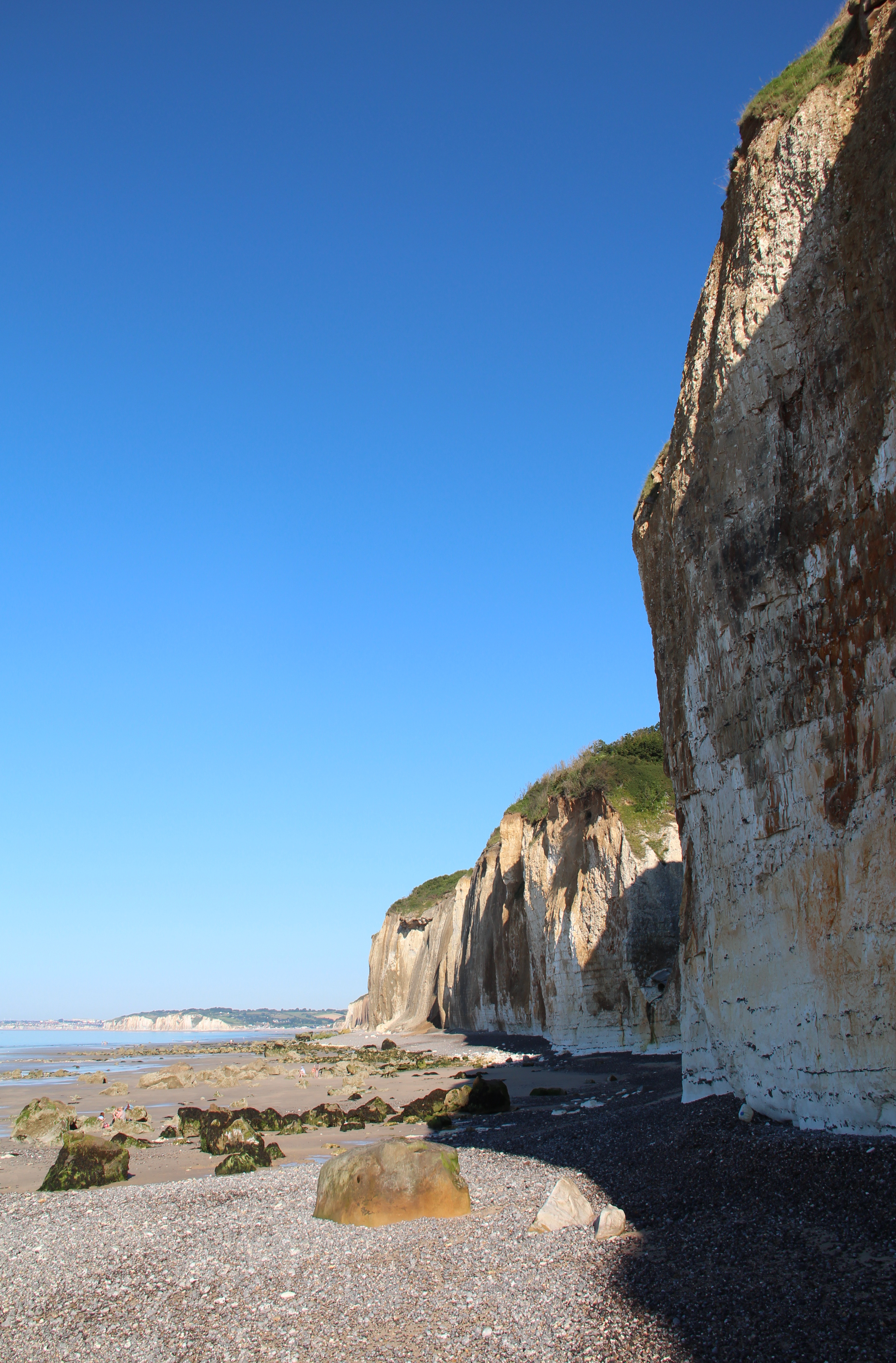
Falaises de Varengeville sur la plage de Vasterival.

En 1944, Braque assiste à l'exposition qui regroupe les peintures de Vassily Kandinsky, César Domela et Nicolas de Staël à la galerie Jeanne Bucher. Il fait part à Staël de son admiration et lui prodigue des encouragements. « L'amitié et, si l'on peut dire, la liaison avec Braque, qui travaillait sur les Ateliers, date de ces années-là [1944-1947]. C'est une indication qu'on ne peut négliger, encore que les échanges aient pu être plus réciproques qu'on ne l'a dit. » Si Staël est influencé par « l'impeccable et suave harmonie de Braque » qui se retrouve dans les toiles du jeune peintre réalisées à la veille de sa mort telle l'envol des Mouettes qui est aussi un hommage au Champ de blé aux corbeaux de Vincent van Gogh, à son tour Braque rend hommage à van Gogh vers 1957 avec Oiseaux dans les blés, huile sur toile, 24 × 41 cm, dans un style qui se rapproche de celui de Staël.
C'est en sortant de la visite chez le collectionneur et historien d'art Douglas Cooper, en 1953, que Staël manifeste son enthousiasme pour la peinture de Georges Braque. La collection comprend des œuvres de Picasso, Léger, Juan Gris, et de Braque. Staël déclare : « Là où l'histoire devient passionnante c'est au moment où l'on saisit les Braque dans la lumière où ils ont été peints […] Ces Braque-là font une grande peinture comme Ucello fait grande peinture […] et ils acquièrent un mystère, une simplicité, une force sans précédent avec toute la parenté de Camille Corot à Paul Cézanne si naturellement libre […],. »
Parmi les dernières œuvres de Staël, outre les titres qui font référence à Braque sans que la toile ait un quelconque rapport comme Le Pain, 1955, huile sur toile ( 73 × 106 cm, collection privée, Paris), le peintre réalise des natures mortes : Nature morte au broc, Nature morte à la salade, Nature morte à l'artichaut, Nature morte aux fruits qui marquent une sorte de « compagnonnage avec Braque ».
Mais on ne peut exclure que la multiplication des Marines et des paysages du nord réalisées par Staël au cours de ces années 1954-1955 (Cap Gris nez, Cap Blanc nez) n'aient induit chez Braque un intérêt renouvelé pour ce type de sujet qu'il a traité lui-même : 1955-1956, La Plaine, huile sur toile, 21 × 73 cm, Marine, 1956 huile sur toile, 26 × 65 cm. Les deux artistes seront représentés aux États-Unis par le même marchand : Paul Rosenberg grâce à Ted Schempp qui s'est fait le colporteur de Nicolas de Staël. Ted Schempp le fait plus ou moins parrainer par Braque à partir d'une simple photo prise par Mariette Lachaud à Varengeville où Nicolas passe l'été. La photo présente Nicolas, Georges avec son éternelle casquette, et sa femme Marcelle Braque. Lorsque Nicolas de Staël enfin reconnu et acheté massivement aux États-Unis se retrouve riche, Georges Braque et Marcelle « lui font du bien en le traitant comme si de rien n'était, avec leur simplicité coutumière. Faites attention, le prévient Marcelle, vous avez résisté à la pauvreté, soyez assez fort pour résister à la richesse. »
Nicolas de Staël avait pour Braque une admiration telle qu'il avait écrit au critique d'art et collectionneur américain David Cooper : « Je vous serai toujours infiniment reconnaissant d'avoir su créer ce climat où la rhétorique de Braque reçoit la lumière d'autant mieux qu'il en refusa le grand éclat, où ses tableaux en un instant d'éclair font tout naturellement le chemin de Sophocle au ton confidentiel de Baudelaire, sans insister, et en gardant la grande voix. C'est unique. » Outre cette amitié qui les lie, Staël et Braque ont quelque chose en commun dans leur démarche de peintre à cette époque là. Duncan Phillips, qui s'est « entiché » de Braque possède aussi dans The Phillips Collection, beaucoup d'œuvres de Staël. Le retour inattendu au paysage à tendance figurative, que Braque a opéré entre les Ateliers et les Oiseaux, est d'une certaine manière redevable à l'échange avec Staël.

## Le nu
C'est un thème que Staël a longtemps hésité à traiter et dont l'analyse divise la critique. Harry Bellet trouve surprenant de le voir surgir au milieu des paysages comme un thème inattendu. S'agissant de Nu couché bleu (1955), huile sur toile 114 × 162 cm, non signée non datée, parmi les dernières toiles de l'artiste à Antibes, Bellet remarque « Au beau milieu des marines, des natures mortes et des ateliers de 1955, surgit, surprenant, un nu couché. Le premier regard, comme celui d'un voyeur, est rejeté de cette toile sans qu'on comprenne bien pourquoi […] Pourtant, passé le premier choc, l'œil peu coupable, revient s'y fixer. Ultime tentation de Nicolas de Staël de se mesurer au thème le plus ancien de l'histoire de la peinture, ce nu est une splendide négation faite par avance à tous ceux qui ont pu voir dans son décès tragique un aveu d'impuissance : par son apparente simplicité, il égale les plus beaux Matisse, par son autorité complexe, il rejoint le maitre Vélasquez. »
Daniel Dobbels conteste cette approche dans la mesure où ce Nu, qui paraît isolé, ne l'est pas. Il est peut-être déjà inscrit dans Les Mouettes, schème propre à la nudité de cette peinture, et à ce motif dont on retrouve le trait cassé dans un tableau de 1948 Pierres traquées, huile sur toile, 38 × 46 cm, Cincinnati Art museum. D'autre part, dans une lettre à Jacques Dubourg, en 1954, Staël annonce déjà son intention : « Je vais essayer des figures, nus, portraits et groupes de personnages. Il faut y aller quand même, que voulez-vous, c'est le moment, je ne peux peindre des kilomètres de natures mortes et paysages, ça ne suffit pas... » alors que le peintre a déjà travaillé sur ce thème, dans un style flouté comme celui du Nu debout-Nu Jeanne.
Ce Nu couché bleu sous un drap retiré est sœur de ce Nu couché (Nu), 1953, huile sur toile, 145 × 89 cm, collection particulière, Zurich, tout comme les toiles qui l'accompagnent en cette même année : Les Indes galantes I, 1953, huile sur toile, 162 × 114 cm, collection particulière, Les Indes galantes II, 1953, huile sur toile, 162 × 113 cm, collection particulière, Figures, 1953, huile sur toile, 162 × 114 cm, collection particulière, Paris. Staël écrit à Jean Bauret : « J'ai besoin de vous parce que j'ai commencé plusieurs nus dans les nuages, et je me sens perdu, tant pour les nus que pour les nuages » et à Paul Rosenberg : « Les nus partis à New York pour ouvrir mon exposition ont atteint par brefs instants un tel degré de chaleur communicative que la terre n'est plus que boue ». Le Grand nu orange, huile sur toile 97 × 146 cm, collection privée, date de cette même période. Généralement présenté la même année que les autres nus (1953), il est inscrit sous le titre Grand Nu orange au no 780 du catalogue raisonné de Françoise de Staël, peint à Ménerbes en 1954 selon la date inscrite au dos par l'artiste lui-même.
Le nu a donc bien été un des thèmes majeurs de Staël qui s'y était attaqué avec difficulté dans les années 1952-1953 comme il le rapporte lui-même dans sa correspondance, mais qui a éclaté dans sa peinture à partir du moment où il a éprouvé une violente passion pour Jeanne Mathieu. Certaines toiles portent le nom de Jeanne en sous titre Nu-Jeanne 1953, huile sur toile, 162 × 113 cm, collection particulière, contre-signé en 1954.

## Réception de la peinture de Staël
C'est aux États-Unis que les amateurs de Staël ont été les plus nombreux. Entre 1955 et 1956, année qui a suivi sa mort, les expositions personnelles du peintre ont eu lieu uniquement dans des musées américains, notamment au Museum of Fine Arts, Houston, Texas, au Kalamazoo Institute of Arts, Kalamazoo, Michigan au DeCordova Museum and Sculpture Park, Lincoln (Massachusetts), Massachusetts, à la Phillips Collection, Washington, au Fort Worth Art Center, Fort Worth, Texas, au Rockefeller Center, New York, à la Cornell University, Ithaca, au Memorial Art Gallery of the university of Rochester, Rochester (New York) (catalogue préfacé par Theodore Schempp).
Il était également présent dans l'exposition collective du Indianapolis Museum of Art, Indianapolis, Indiana (20th century painting and sculpture), au San Francisco Museum of Modern Art (Arts in the 20th century), à l'Everson Museum of Art, Syracuse (New York) (Contemporary painting), à la Brandeis University de Waltham (Massachusetts) (Three collections).
Dans le même temps, à Paris, seules les galeries Craven et Charpentier montraient des toiles de Staël dans le cadre de deux expositions sur L'École de Paris en 1955, de même que les musées de Rouen, Menton, Oslo, Saint-Étienne, Antibes et Turin et pour cause : les toiles étaient de l'autre côté de l'Atlantique.
Il faudra attendre le 22 février 1956 pour que le Musée d'Art Moderne, Palais de Tokyo organise une grande rétrospective, avec un catalogue rédigé par Jean Cassou, Françoise de Staël et Pierre Lecuire. La suivante aura lieu en 1981, dans les Galeries nationales du Grand Palais qui ont accueilli une rétrospective du peintre, puis 2003 au Centre national d'art et de culture Georges-Pompidou et au Musée de l'Ermitage la même année. Entre-temps, Staël a eu deux rétrospectives à la fondation Maeght de Saint-Paul-de-Vence, plusieurs expositions personnelles à la Fondation Gianadda de Martigny dont la dernière remonte à 2010.
Après la bataille livrée contre les tenants de l'abstraction, Staël s'est d'abord vu porté aux nues par le critique d'art anglais Douglas Cooper, qui curieusement, s'est transformé en critique féroce, opposé aux toiles des deux dernières années du peintre, en particulier aux nus qu'il démolit avec un acharnement incompréhensible, ainsi que le tableau Les Mouettes que Daniel Dobbels range dans une variété de nus. Mais selon le témoignage de son compagnon John Richardson : « Le collectionneur bougon persistait à critiquer l'éloquence facile de la peinture de Staël, son échelle grandiose, et son récent lyrisme. »
Cooper, qui vivait en couple avec John Richardson, et dont on pourrait penser que l'homosexualité le poussait à rejeter les femmes nues, n'était pas, en réalité, le seul à critiquer Staël. Le fils de Paul Rosenberg insistait pour réorienter la peinture des deux dernières années vers les « empâtements » de l'époque des Footballeurs alors même que Staël est en train de mettre au point les séries qui vont être les plus appréciées des amateurs et des collectionneurs.
La critique contemporaine est généralement favorable au peintre dont les rétrospectives et expositions diverses se sont succédé à un rythme régulier depuis le début des années 1990, notamment la rétrospective à la Fondation Maeght en 1991, et l'exposition organisée par son fils, Gustave de Staël, à la Salle Saint-Jean de l'Hôtel de ville de Paris en 1994 commentée par Harry Bellet. Mais il y a aussi des critiques pour le démolir entièrement, sans lui reconnaître un talent quelconque. C'est le cas notamment de Hervé Gauville et Elisabeth Lebovici lors de la rétrospective 2003 au Centre national d'art et de culture Georges-Pompidou : « Staël aura ainsi réussi à faire une peinture décevante alors qu'il avait peut-être les moyens de produire des chefs-d'œuvre. […] Solitaire, mais quand même impliqué dans les débats parisiens de l'après-guerre, Staël aura sans doute tenté d'intriquer les deux, avec ses « murs » de peinture, bâtissant la toile comme une maçonnerie, déjà craquelée, de pâtes épaisses (mélange d'huile et de blanc de zinc, jamais d'éléments extérieurs), mais restant soigneusement à distance de toutes les tentations d'élargir la définition du peintre ou la gamme de ses moyens, voire d'introduire du jeu dans ses interventions. Le côté « vieux » de sa peinture ne provient-il pas de cet aspect « déjà vieilli » de ses compositions, au sens propre comme au sens figuré du terme ? En tout cas, lorsque Staël, au tournant de 1954-1955, abandonne tout « matiérisme », laisse les formes colorées prendre le dessus et revenir la figuration (nus féminins et paysages nombreux, vues d'atelier et palettes), les tableaux sombrent dans une ataraxie visuelle,. »
Deux ans plus tard dans le même quotidien, Patrick Sabatier, à l'occasion de l'exposition d'Antibes dit son admiration pour les toiles des dernières années. « Jean-Louis Andral, conservateur du musée Picasso, reprend la partition de l'œuvre ultime de Staël, exposée pour la première (et unique) fois, au même endroit, en juillet 1955. Le conservateur d'alors, Romuald Dor de la Souchère, avait conçu cette exposition avec Staël, deux mois avant la mort de celui-ci. Il avait présenté 14 des 147 toiles produites par le peintre à Antibes. Depuis, le musée d'Antibes conserve certains des plus beaux Staël, du Fort carré d'Antibes au monumental Concert, son dernier tableau. Ces toiles sont toutes là, empreintes de la « grâce vulnérable » d'un peintre hors normes et écoles […]. »
Philippe Dagen résume les positions de la critique contemporaine avec une certaine ironie en classant les commentateurs dans diverses catégories : les « biographiques », les « psychologiques », les « dubitatifs ». Lors de la rétrospective de 2010 à la Fondation Gianadda Dagen écrit : « On dirait que de Staël (…) cherche à fondre en une synthèse personnelle ce qu'il a appris du postimpressionnisme, des nabis, des fauves et de Kandinsky d'une part et, de l'autre, certaines habitudes plus récentes, la simplification extrême de la forme, le geste ample, l'effet violent. Un paysage de 1954, l'une de ses toiles les plus intenses, a ce titre : Montagne Sainte-Victoire (Paysage de Sicile). Le relief sicilien, parce qu'il ressemble à celui que Cézanne a tant peint, devient l'occasion de se mesurer avec ce dernier, de prouver qu'il est possible d'épurer encore plus, de monter les tons plus haut. Chaque toile se donne ainsi à résoudre des problèmes de lumière, d'harmonie et de cohérence spatiale - ces problèmes de pure peinture que de Staël tente d'exposer dans ses lettres. […] De cette lutte difficile, avec de telles références en mémoire, sont nées quelques toiles parfaites, la Marine au Lavandou de 1952, l'aveuglant Soleil de 1953, la Nature morte au billot de 1954. Et d'autres plus volontaires et emphatiques qu'émouvantes. Peut-être le but pictural que de Staël s'était fixé était-il inaccessible. »
Contrairement à certains critiques, Jean-Claude Marcadé trouve que l'on ne décèle pas, dans les toiles de Staël, l'expression de son drame, de sa solitude et de sa désolation. « Si l'œuvre de Staël nous était parvenue dans une bouteille jetée à la mer, nous ne verrions aucune trace de sa tragédie existentielle. » En particulier, Marcadé ne partage pas le point de vue de l'ami de David Cooper, John Richardson, à propos des Mouettes : « dotées d'un pouvoir menaçant […] sur une mer désolée », ni celui de Germain Viatte qui trouvait que les peintures de Staël étaient presque toutes marquées par « l'angoisse et l'atroce solitude du peintre ». Cette atroce solitude lui était nécessaire pour son accomplissement. « Un peu, toutes proportions gardées, comme le vieux Tolstoï se dirigeant vers un désert et mourant dans une gare obscure. »
L'implacable Paul Rosenberg avait déjà exprimé son opinion en forme de provocation : « Pour moi, un tableau est beau quand il se vend. » Nicolas de Staël se vend beaucoup à des prix de plus en plus élevés. Estimée entre 2,5 et 3,5 M$, la toile de Nicolas de Staël, Composition (1950), huile sur toile 204 × 404,5 cm, a bénéficié de l’estimation la plus élevée de la vente. Présentée dans le cadre du 100e anniversaire de la naissance de l’artiste, elle a trouvé un acquéreur pour 3 700 000 € (4 241 500 € avec frais).

## L'influence de Staël dans l'histoire de la peinture
La « réinvention de la figuration » opérée par Staël à partir du Parc des princes et des Footballeurs a été mal comprise alors qu'elle anticipe d'une vingtaine d'années l'évolution générale de l'art. Il a « retrouvé le visible sans renoncer aux possibilités expressives et à la liberté d'action qui définissent la peinture contemporaine. » C'est le même cheminement que l'on retrouve dans les œuvres du groupe CoBra, dans la peinture du Britannique Alan Davie. Et plus tard, sans que le nom de Staël soit cité, son style s'est imposé comme mode dans une abstraction lyrique ou art informel qui s'est « dévaluée jusqu'à faire oublier par les répétitions de ses suiveurs les qualités qui la firent reconnaître. »
Alors que Paris a perdu sa place de capitale des arts, dès les années 1960, sous l'effet du marché de l'art et de la surenchère, on y est devenu incapable de discerner le pastiche de l'original selon Umberto Eco cité par Jean-Luc Daval.

Selon Marcelin Pleynet et Michel Seuphor : 

« [..] il faut tenir compte de Nicolas de Staël, vu et revu souvent avec et à travers l'avant-garde américaine des années cinquante. Ces nouveaux mouvements d'abstraction suivent le cheminement de Staël, délaissant la peinture gestuelle pour une peinture brossée, voir maçonnée. »

D'autres ont œuvré à la manière de Staël ; ainsi Joan Mitchell (qui se réclamait aussi de Monet, tout en refusant les étiquettes), notamment dans son utilisation de larges aplats pour Wet orange.
Peu exposé de son vivant, Staël a donné lieu à de nombreuses manifestations posthumes qui ont confirmé sa stature sur le plan international.

« [..] Staël fut le plus puissant créateur de sa génération dans l'École de Paris de l'après-guerre, sur laquelle il a exercé une forte influence. Il a été le premier à dépasser l'antinomie "abstraction-figuration". »

### Au cinéma
L'influence et l'attraction pour l'œuvre de Nicolas de Staël sont visibles au cinéma, en particulier chez Jean-Luc Godard, qui le considère comme « le » peintre inégalé, celui « qui est allé le plus loin. » Le cinéaste fait de nombreuses citations et allusions au peintre dans ses films, notamment dans Pierrot le fou de 1965, où le personnage interprété par Jean-Paul Belmondo (Pierrot) se suicide avec des bâtons de dynamite bleu, rouge et jaune.
« C'était un film d'aventure, la prise de Constantinople, l'histoire du peintre Nicolas de Staël et de son suicide », énonce la bande-annonce du film.

## Sélection d'expositions récentes
Les expositions citées dans cette section concernent les expositions personnelles du peintre à partir des années 2000. Elle n'est pas exhaustive.
- Centre Pompidou, Paris, du 12 mars au 30 juin 2003, rétrospective de l’œuvre[188].
- Musée de l'Ermitage, Saint-Pétersbourg[189].
- Fondation Gianadda, Martigny, Suisse, rétrospective de l'œuvre, du 18 juin au 21 novembre 2010, « Nicolas de Staël, 1945-1955 ».
- Académie royale des beaux-arts de Bruxelles, Belgique, 2012, « Les années de formation de Nicolas de Staël à Bruxelles ». À l'occasion du 300e anniversaire de l'Académie royale où de Staël a étudié de 1931 à 1934, l'exposition se tient à Université libre de Bruxelles, salle Allende, du 9 mai au 2 juin 2012.
Un catalogue est édité, Nicolas de Staël. Le terreau d'un apatride[190].
- Musée d'Art moderne André-Malraux (MuMa), Le Havre, du 11 au 29 janvier 2012.
- MuMa - Musée d'Art moderne André-Malraux, Le Havre, du 7 juin au 9 novembre 2014, « Lumières du Nord, Lumières du Sud ». À l'occasion du centenaire de la naissance de l'artiste, le musée organise une exposition[191] consacrée au paysage dans son œuvre[192].
Plus de 130 œuvres sont réunies réalisées entre 1951 et 1955. Un quart d'entre elles est inédit ou n'a jamais été exposé en Europe.
- Château Grimaldi d'Antibes, du 17 mai au 7 septembre 2014, exposition « La figure à nu, hommage à Nicolas de Staël ». À l'occasion du centenaire de la naissance de Nicolas de Staël, sur le thème du nu et de la figure féminine.
Le reportage vidéo de V. Varin, E. Jacquet, et N. Brancato présente, dans l'ordre, les œuvres suivantes : Nu couché bleu (1955), Figures (Staël) (1953), Femme assise (Staël) (1953), Figure, nu assis, figure accoudée 1953, une version du Parc des Princes, (1952), Portrait d'Anne (1953), Le Concert (Le Grand Concert : L'Orchestre), 1955, huile sur toile 350 × 600 cm, dernier tableau de Staël appartenant au Musée Picasso (Antibes), avec les commentaires de Anne de Staël, fille du peintre, et de Jean-Louis Andral, directeur des musées d’Antibes[193].
- Hôtel de Caumont, Aix-en-Provence, du 27 avril au 23 septembre 2018, « Nicolas de Staël en Provence ».
- Au centre d'art Le Doyenné, Brioude, Haute-Loire, du 26 juin au 11 octobre 2020, « Nicolas de Staël - Ruptures et Traditions ». Une soixantaine de tableaux. Commissaire de l'exposition Jean-Louis Prat.
- Musée d'Art moderne de Paris, du 15 septembre 2023 au 21 janvier 2024, « Nicolas de Staël ». Environ 200 tableaux, dessins, gravures et carnets. Commissaires : Charlotte Barat-Mabille et Pierre Wat[194].

## Sélection d'œuvres
Entre les tableaux, les collages et les dessins, ce sont au total plus de mille pièces (compositions abstraites, nus, natures mortes) qui sont dans les musées et dans les collections particulières. Dans le catalogue raisonné établi par Françoise de Staël on compte 1100 huiles, la dernière étant : Le Concert (Le Grand Concert : L'Orchestre)
- Portrait de Jeannine, 1941- 1942, 81 × 60 cm, collection particulière[195]
- La Vie dure, 1946, 142 × 161 cm Centre Pompidou[196].
- De la danse, 1946, huile sur toile, 195,4 × 114,5 cm, musée national d'Art moderne, Paris[197]
- Hommage à Piranese, 1948, huile sur toile, 100 × 73 cm, Henie Onstad Art Center, Oslo[198]
- Composition en gris et vert, également intitulée Composition (les pinceaux ou Composition, 1949, huile sur toile 162,5 × 114 cm, musée national d'Art moderne, Paris[70]. Seules la date, la localisation et les dimensions permettent d'identifier ce tableau de manière certaine.
- Jour de fête, 1949, huile sur toile 100 × 73 cm, Galerie Jeanne Bucher[199]
- Les Toits, 1952, huile sur isorel, 200 × 150 cm, musée national d'Art moderne, Paris[200]
- Fleurs 1949 140 × 97 cm, collection particulière, Genève, et série d'une vingtaine d'huiles sur toiles de format divers.
- Série « Les Footballeurs », 1952 :
  - Les Footballeurs I, Fondation Gianadda, Martigny[201].
  - Les Footballeurs II
  - Les Footballeurs III
  - Les Footballeurs IV, Musée des beaux-arts de Dijon[202],[203].,
  - Les Footballeurs VII Museum of Contemporary Art Los Angeles[204],[205],
  - Les Footballeurs VIII, Modern Art Museum of Fort Worth, Fort Worth, Texas[201]
- Le Parc des Princes, 1952, huile sur toile, 200 × 350 cm, collection particulière[206].
- Fleurs, 1952, huile sur toile, 140 × 97 cm, collection Daniel Varenne, Genève[207]
- Le Parc des Princes, 1952, huile sur toile, 200 × 350 cm, collection particulière[195].
- Fleurs blanches dans un vase noir, 1953, huile sur toile, 99,7 × 72,9 cm Toledo Museum of Art, Toledo, Ohio[208]
- L'Orchestre, 1953, huile sur toile, 200 × 350 cm Centre Pompidou[209] (pour les photos voir Ameline et al p. 152-153)
- Les Musiciens, souvenir de Sidney Bechet, 1953, huile sur toile, 162 × 114 cm, musée national d'Art moderne, Paris[210]
- Les Indes galantes (Staël I), 1953, huile sur toile, 162 × 114 cm, collection particulière[158].
- Les Indes galantes (Staël II), 1953, huile sur toile, 162 × 113 cm, collection particulière[159].
- Figures (Staël), 1953, huile sur toile, 162 × 114 cm, collection particulière, Paris[160].
- Les Musiciens (street musiciens), 1953, huile sur toile, 162,2 × 114,3 cm, The Phillips Collection, Washington[211]
- Nu : une inconnue, nu couché, 1953, huile sur toile, 97 × 146 cm[212].
- Nu debout (Staël I), 1953, huile sur toile, 146 × 97 cm, collection particulière, Zurich[213].
- Agrigente Zurich, 1953, huile sur toile, 73 × 100 cm, Kunsthaus, Zürich Vereinigung Zürcher Kunstfreunde[214].
- Agrigente (MOCA), 1953, huile sur toile, 89 × 130 cm, Musée d'art contemporain de Los Angeles, collection Rita et Taft Schreiber, don de Rita Schreiber[215], répertorié dans le catalogue Schreiber à la date 1954 voir en ligne no 757 du catalogue raisonné de Françoise de Staël autre titre :Vue d'Agrigente, postdaté 1954 par l'artiste[216].
- Portrait d'Anne, 1953, 89 × 130 cm musée Unterlinden, Colmar[217]
- Femme assise (Staël), 1953, huile sur toile, 114 × 162 cm[218]
- Grand nu orange, 1953, (post-daté par le peintre 1954) huile sur toile, 97 × 146 cm[219].
- Figure, nu assis, figure accoudée, 1953, huile sur toile, 89 × 130 cm[220]
- Paysage Agrigente, 1953-1954, 60 × 81 cm Staatliche Kunsthalle Karlsruhe, Karlsruhe[216]
- Nu couché (Nu), (1954), 97 × 146,5 cm, collection particulière, acquis par une personne de nationalité américaine le mardi 6 décembre 2011 lors d'une vente à Paris pour plus de 7 millions d'euros.
- Agrigente (1954), 1954, huile sur toile 60 × 81 cm collection particulière[221]. Ce tableau a les mêmes dimensions et le même aspect que celui répertorié par Françoise de Staël au no 731 du catalogue raisonné de Françoise de Staël[222]. Il existe en fait deux tableaux différents de mêmes dimensions portant le même titre et les mêmes dates, mais dont le traité diffère nettement.
- Sicile vue d'Agrigente, 1954, 114 × 146 cm Musée de Grenoble[216],[223]
- Nu couché bleu (1955), huile sur toile 114 × 162 cm, collection particulière[224].
- Paysage, Antibes, 1955, huile sur toile 116 × 89 cm, initialement répertorié dans le catalogue raisonné sous le titre Paysage (no 1023) avec le cachet d'atelier au dos, non daté, peint à Antibes. Le tableau a été offert au MuMa - Musée d'art moderne André Malraux[225] parmi les œuvres de la donation Senn-Fould[226],,
- Le Concert (Le Grand Concert : L'Orchestre), 1955, huile sur toile 350 × 600 cm, musée Picasso, Antibes, dernier tableau de Nicolas de Staël no 1100 du catalogue raisonné[227]

### Cote
- Nature morte au poêlon, 1955, huile sur toile, 65 × 81 cm, adjugée 625 232 euros en octobre 2007.
- Nu couché, 1954, 97 × 146 cm, adjugée 7,03 millions d'euros en décembre 2011 à Paris.

### Bibliographie

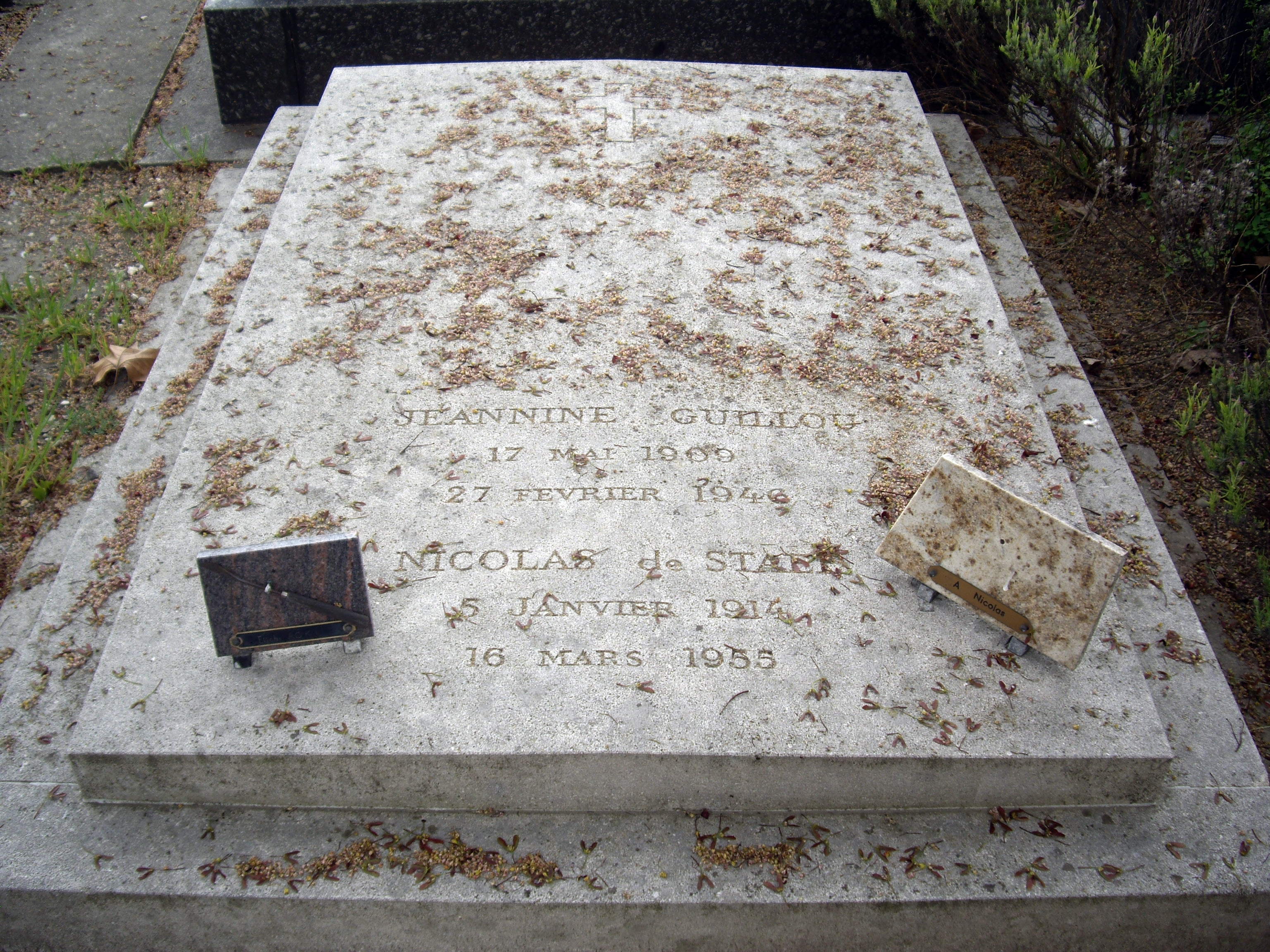
Tombe de Nicolas de Staël et Jeannine Guillou au cimetière de Montrouge.